# XSB
XSB è il nome di un dialetto del linguaggio di programmazione Prolog. La sua implementazione è sviluppata presso la Stony Brook University in collaborazione con la Katholieke Universiteit Leuven, la Nuova Università di Lisbona, l'Università di Uppsala e il fornitore di software XSB.
XSB estende Prolog con il tabling e HiLog (estensione standard di Prolog che permette un limitato utilizzo di programmazione logica di ordine superiore).
L'implementazione XSB open source include un'interfaccia per il linguaggio di programmazione Java.

## Storia
XSB è stato originariamente sviluppato presso la Stony Brook University da David S. Warren, Terrance Swift e Kostis Sagonas. Era basato sul linguaggio SB-Prolog, anch'esso sviluppato alla Stony Brook University nel 1986. È un linguaggio di programmazione logica.

## Sintassi
XSB supporta diversi tipi di dati del linguaggio di programmazione standard come numeri interi, numeri floating point e atomi.
Gli interi in XSB possono essere interpretati in più basi. Di default gli interi sono interpretati in base 10 ma possono essere interpretati in un intervallo di basi da 2 a 36.
Gli atomi sono simili alle stringhe. Sono una sequenza di caratteri.